# Remédio natural

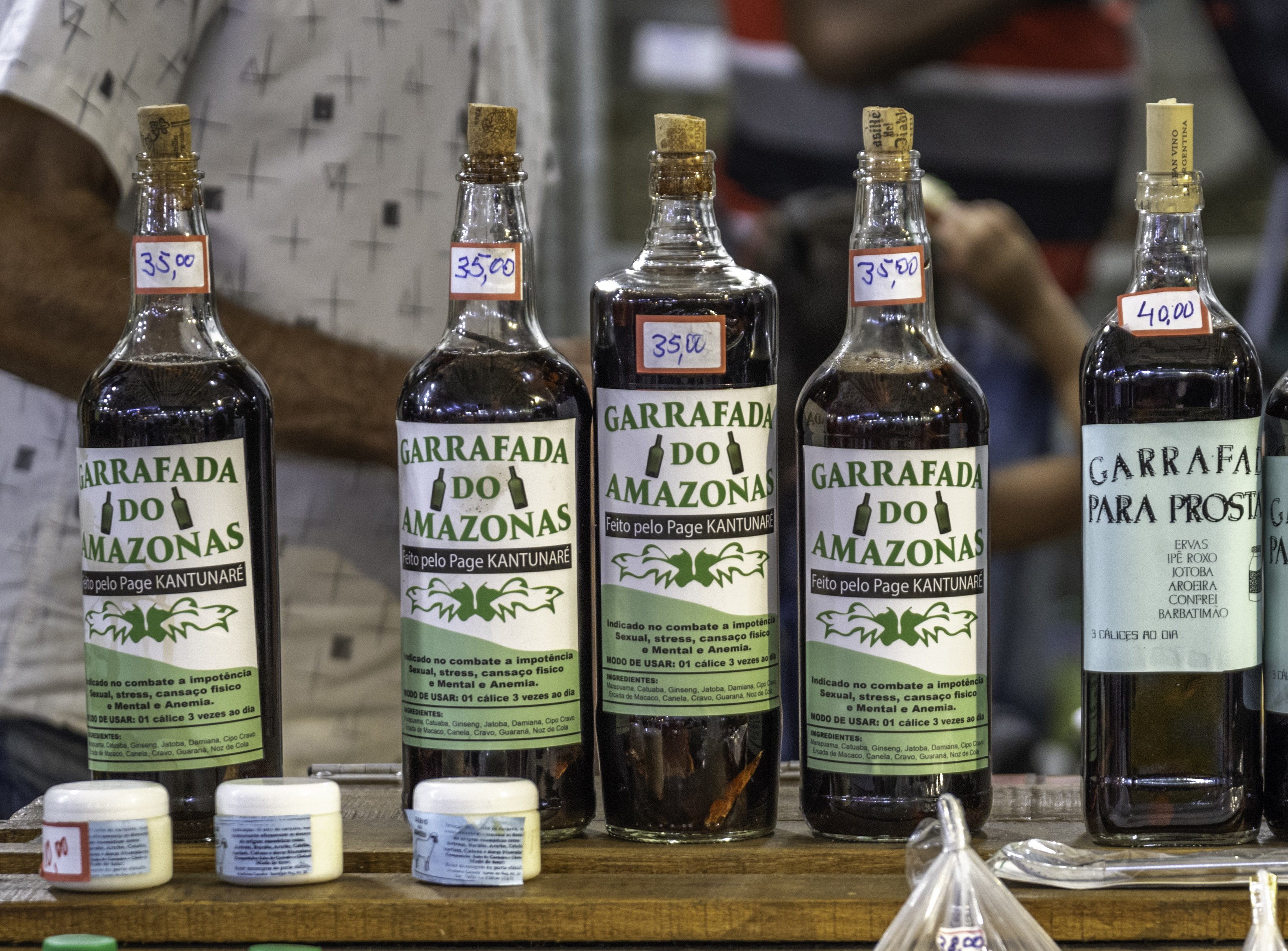
Garrafadas caseiras típicas da medicina popular amazônica. Uma, chamada "Garrafa do Amazonas", de R$ 35 e para impotência, estresse, cansaço e anemia. Ao lado, outra para problemas de próstata, com valor de R$ 40. Produzidas artesanalmente pelo Page Kantunaré. Centro Luiz Gonzaga de Tradições Nordestinas, Rio de Janeiro, Brasil

Remédios naturais refere-se à utilização de substâncias presentes na natureza para a prevenção, tratamento ou cura de patologias
A utilização de remédios naturais é uma prática de carácter ciêntifico, em que as metodologias têm sido desenvolvidas e aperfeicoadas ao longo de milénios para a eficiente utilização da mais diversas substâncias existentes na natureza passivas de tratar patologias.
Antes da ciência médica contemporânea, os remédios naturais, garantiam a qualidade da saúde da população. Nos dias de hoje, os métodos tradicionais obtidos através da sabedoria sobre os diversos tipos de remédios naturais são utilizados em complementaridade com a ciência médica actual.
De acordo com Paul C. Bragg (PHD), um nutricionista do século XX, "Não existe forma de tratamento mais simples e eficaz para restabelecer a saúde e qualidade de vida, do que a cura fornecida por uma vida natural" .
A utilização de remédios naturais encontra-se nos dias de hoje em franca expansão, tanto pela facilidade de troca de informação através da Internet, como por uma abertura de mentalidades no que refere ao poder dos métodos naturais para tratar e curar as mais diversas patologias.

## Definição e categorização
Remédio natural refere-se a qualquer substância disponível na natureza que tem propriedades passiveis de prevenir, tratar ou curar patologias.
Remédios naturais abrange terapias com medicação à base de ervas, componentes animais, minerais, ou vegetais. Também são consideradas remédios naturais as metodologias e terapias sem medicação fisíca como sejam: a meditação, acupuntura, terapias manuais, curas por energia quântica entre outras.
O sucesso na utilização dos remédios naturais faz desta metodologia um meio privilegiado para a prevenção, diagnóstico e tratamento de patologias, tanto do foro físico como mental.
Em alguns países, o termo remédios naturais é utilizado indistintamente com os termos medicina complementar, medicina alternativa, medicina não-convencional ou medicina tradicional. (OMS, 2000)

## Uso contemporâneo
A utilização da ciência médica contemporânea para o diagnóstico e tratamento de patologias é complementando com a utilização de remédios naturais em cerca de 14% dos pacientes, segundo um estudo realizado em 1997 do departamento de saúde e do centro médico de Boston. 
Os resultados deste estudo chegaram à conclusão que 13.7% de pacientes procuraram serviços do seu médico em complementaridade com a utilização de remédios naturais. O mesmo estudo chegou também à conclusão que 96% dos pacientes que procuraram serviços de medicina alternativa, também procuraram os serviços do seu médico nos últimos 12 meses.
Os médicos desconhecem muitas vezes que os seus pacientes usam métodos alternativos naturais, já que apenas 38.5% dos pacientes que usam remédios naturais referiram o facto ao seu médico.
Edzard Ernst, professor de "Complementary Medicine" (Medicina complementar) da universidade de Exeter, escreveu no "Medical Journal of Australia" que "cerca de metade da população geral em países desenvolvidos usam medicina complementar e alternativa."